# Balta fictor
Balta fictor är en kackerlacksart som beskrevs av Karlis Princis 1969. Balta fictor ingår i släktet Balta och familjen småkackerlackor. Inga underarter finns listade.